# Futbol Club Barcelona Bàsquet 2012-2013
Questa voce raccoglie le informazioni riguardanti il Futbol Club Barcelona Bàsquet nelle competizioni ufficiali della stagione 2012-2013.

## Stagione
La stagione 2012-2013 del Futbol Club Barcelona Bàsquet è la 55ª nel massimo campionato spagnolo di pallacanestro, la Liga ACB.

## Risultati
- Liga ACB: 2º posto (perde 3-2 in finale contro Real Madrid)
- Copa del Rey: vincitore
- Eurolega: 4º posto (perde in semifinale contro Real Madrid)

## Roster
Aggiornato al 14 luglio 2018.
| FC Barcelona Regal 2012-13 | FC Barcelona Regal 2012-13 |
| Giocatori                  | Staff tecnico              |
| -------------------------- | -------------------------- |

| N. | Naz.                                               | Ruolo | Nome                    | Anno | Alt.   | Peso   |  |
| -- | -------------------------------------------------- | ----- | ----------------------- | ---- | ------ | ------ |  |
| 8  | Spagna (bandiera)                                  | P     | Víctor Sada             | 1984 | 192 cm | 90 kg  |  |
| 9  | Brasile (bandiera) · Italia (bandiera)             | P     | Marcelinho Huertas      | 1983 | 190 cm | 85 kg  |  |
| 10 | Spagna (bandiera)                                  | AP    | Álex Abrines            | 1993 | 198 cm | 86 kg  |  |
| 11 | Spagna (bandiera)                                  | G     | Juan Carlos Navarro (C) | 1980 | 192 cm | 82 kg  |  |
| 13 | Lituania (bandiera)                                | P     | Šarūnas Jasikevičius    | 1976 | 193 cm | 92 kg  |  |
| 14 | Montenegro (bandiera) · Spagna (bandiera)          | AC    | Marko Todorović         | 1992 | 210 cm | 111 kg |  |
| 18 | Stati Uniti (bandiera) · Rep. del Congo (bandiera) | AG    | C.J. Wallace            | 1982 | 206 cm | 98 kg  |  |
| 19 | Svezia (bandiera)                                  | G     | Marcus Eriksson         | 1993 | 192 cm | 87 kg  |  |
| 20 | Australia (bandiera) · Regno Unito (bandiera)      | AP    | Joe Ingles              | 1987 | 203 cm | 102 kg |  |
| 21 | Grecia (bandiera)                                  | C     | Loukas Maurokefalidīs   | 1984 | 210 cm | 120 kg |  |
| 22 | Spagna (bandiera)                                  | AP    | Xavi Rabaseda           | 1989 | 198 cm | 93 kg  |  |
| 23 | Croazia (bandiera)                                 | GA    | Mario Hezonja           | 1995 | 198 cm | 90 kg  |  |
| 24 | Stati Uniti (bandiera) · Spagna (bandiera)         | G     | Brad Oleson             | 1983 | 191 cm | 88 kg  |  |
| 25 | Slovenia (bandiera)                                | C     | Erazem Lorbek           | 1984 | 208 cm | 113 kg |  |
| 32 | Australia (bandiera) · Guinea-Bissau (bandiera)    | C     | Nathan Jawai            | 1986 | 207 cm | 126 kg |  |
| 33 | Stati Uniti (bandiera)                             | AP    | Pete Mickeal            | 1978 | 197 cm | 102 kg |  |
| 34 | Senegal (bandiera) · Spagna (bandiera)             | C     | Papa Mbaye              | 1990 | 208 cm | 100 kg |  |
| 44 | Croazia (bandiera)                                 | C     | Ante Tomić              | 1987 | 217 cm | 110 kg |  |

| Allenatore                                                                          |
| - Xavi Pascual                                                                      |
| Assistente/i                                                                        |
| - Agustí Julbe - Iñigo Zorzano Legenda - (C) Capitano - (IN) Inattivo - Infortunato |

## Mercato

### Sessione estiva
| Acquisti | Acquisti             | Acquisti          | Acquisti              | Acquisti |
| R.a      | Nome                 | da                | Modalità              |          |
| -------- | -------------------- | ----------------- | --------------------- | -------- |
| P        | Šarūnas Jasikevičius | Panathīnaïkos     | definitivo            |          |
| AP       | Álex Abrines         | Málaga            | definitivo            |          |
| AC       | Marko Todorović      | Joventut Badalona | definitivo            |          |
| GA       | Mario Hezonja        | KK Zagabria       | definitivo (150000 €) |          |
| C        | Nathan Jawai         | UNICS Kazan'      | definitivo            |          |
| C        | Ante Tomić           | Real Madrid       | definitivo            |          |
| GA       | Nihad Đedović        | Galatasaray       | fine prestito         |          |

| Cessioni | Cessioni       | Cessioni     | Cessioni       | Cessioni |
| R.       | Nome           | a            | Modalità       |          |
| -------- | -------------- | ------------ | -------------- | -------- |
| C        | Boniface Ndong | Galatasaray  | fine contratto |          |
| P        | Josep Pérez    | Barcellona B | fine contratto |          |
| AP       | Chuck Eidson   | UNICS Kazan' | rescissione    |          |
| C        | Kosta Perović  | Málaga       | fine contratto |          |
| P        | Joan Creus     | Barcellona B | fine contratto |          |
| C        | Fran Vázquez   | Málaga       | fine contratto |          |
| AG       | Iván García    | Barcellona B | prestito       |          |
| GA       | Nihad Đedović  | Alba Berlino | rescissione    |          |

### Dopo l'inizio della stagione
| Acquisti | Acquisti              | Acquisti             | Acquisti        | Acquisti   |
| R.       | Nome                  | da                   | Data            | Modalità   |
| -------- | --------------------- | -------------------- | --------------- | ---------- |
| G        | Brad Oleson           | Saski Baskonia       | 28 gennaio 2013 | definitivo |
| C        | Loukas Maurokefalidīs | Sptk. S. Pietroburgo | maggio 2013     | definitivo |

| Cessioni | Cessioni | Cessioni | Cessioni | Cessioni |
| R.       | Nome     | a        | Data     | Modalità |
| -------- | -------- | -------- | -------- | -------- |